# Baldim
Baldim là một đô thị thuộc bang Minas Gerais, Brasil. Đô thị này có diện tích 556,44 km², dân số năm 2007 là 8274 người, mật độ 14,9 người/km².